# Курганский машиностроительный завод конвейерного оборудования
Курганский машиностроительный завод конвейерного оборудования (КМЗКО) — один из ведущих производителей конвейеров в Российской Федерации.
Находится в западной части города Кургана на улице Коли Мяготина, д. 41.
Производит ленточные, винтовые и цепные конвейеры, элеваторы ковшовые, нории ленточные и цепные и другое конвейерное оборудование.

## История предприятия
В 1954 году в городе Кургане была основана ремонтная мастерская по ремонту конвейерного оборудования, в дальнейшем мастерская была призвана заниматься производством ленточных, ковшовых элеваторов и другого конвейерного оборудования.
Согласно приказу Министерства заготовок СССР от 21 июля 1954 года присвоено наименование «Курганский завод элеваторно-мельничного оборудования и металлоконструкций». Строительство вело строительно-монтажное управление «Южуралстрой». По проекту намечалось строительство главного двухэтажного корпуса, чугунолитейного и кузнечнопрессового цехов, но был построен только механический цех и деревообрабатывающий участок. Объём выпуска продукции за 1954 год составил 50 тыс. руб., коллектив завода 24 чел. Строительство завода решением специальной технической комиссии прекращено.
В 1961 году начато дальнейшее строительство завода. В 1970 году годовой выпуск продукции составил 4,5 млн руб.
Начиная с 70-х годов, завод перешёл на изготовление оборудования для транспортировки и дозирования различных сыпучих продуктов: винтовые, скребковые конвейеры, ковшовые нории; автомобилеразгрузчики типа ГУАР-16, ГУАР-15У, У15РВС; шнековый самоподатель ШСМ-1; остеломатель для обработки риса и ячменя; распределитель комбикормов; зернометатель; шелушитель.
В 1974 году по решению Министерства заготовок СССР началась реконструкция завода. В 1980-х годах на заводе «Спецэлеватормельмаш» работало около 450 чел.
В середине 90-х годов завод работал с Китаем, Болгарией, Монголией по поставкам ленточных и винтовых конвейеров.
В 1992 году завод преобразован в акционерное общество «КЭМО». В период 1992-94 гг. 90 % товарной продукции, выпускаемой для сельскохозяйственных предприятий и элеваторов, перестало находить спрос. Были созданы 2 дочерних предприятия: ЗАО «Курганский машиностроительный завод мельничного оборудования» и ЗАО «Мельмаш».
19 декабря 2002 года зарегистрировано регистрирующим органом Администрация города Кургана.
С 1 сентября 2008 года завод меняет своё название c ЗАО КМЗМО (Курганский Машиностроительный Завод Мельничного Оборудования) на ЗАО КМЗКО (Курганский Машиностроительный Завод Конвейерного Оборудования).
Уставный капитал компании по состоянию на 17.04.2013 — 1273000 руб. Основные виды деятельности ЗАО «КМЗ конвейерного оборудования»: производство механического оборудования, производство оборудования непрерывного транспорта, производство вентиляторов, производство прочих машин и оборудования для сельского и лесного хозяйства.
В 2011 году на предприятии началось расширение производственных мощностей. Новые станки и оборудование, были закуплены практически для всех этапов производства:
- Инструментальный цех: токарный центр с ЧПУ, фрезерный центр с ЧПУ, камерная термопечь ПВП-500, вертикальный сверлильный станок.
- Сборочные цеха: станок портальной и газокислородной резки «Ажан» с компрессором, станки плазменной резки, ленточнопильный станок «Дурма», гидравлические ножницы (гильотина) Qc-11Y, трехроликовые универсальные гидравлические вальцы W11S-6*2500, кран-укосина, индуктивный нагреватель, сварочные полуавтоматы, кромкогиб.
- Механический цех: Универсальные токарные станки.
- Штамповочный цех: пресс на 100 т., фильтро-вентеляционное устройство.
- Склад металла: однобалочный кран, гильотина.

Кроме обновления станочного парка были существенно расширены площади малярного цеха, склада метала, построен дополнительный склад готовой продукции.
На сегодняшний день АО «КМЗКО» — это стабильно развивающиеся предприятие конвейерного транспорта. Изделия завода работают на всей территории России, странах СНГ и других зарубежных странах, география поставок с каждым годом расширяется.

## Директор
- 1954—1956 Тимченко, Сергей Петрович
- 1956—1964 Лебедев И. К.
- 1964—1989 Силин, Иван Ефимович
- 1989—1993 Уросов А. А.
- С 1993 Брютов, Александр Михайлович

## Клиенты предприятия
- ЗАО «Симат» (Каменск-Уральский, Свердловская область)
- ОАО «Шадринский комбинат хлебопродуктов» (Шадринск, Курганская область)
- ООО «Бобровский кварцит» (Троицк, Челябинская область)
- ГУП «Среднеуральская птицефабрика» (Среднеуральск, Свердловская область)
- ЗАО «Карабашмедь» (Карабаш, Челябинская область)
- ОАО «Славянский комбинат хлебопродуктов» (Славянск-на-Кубани, Краснодарский край)
- ЗАО «КСМ» (Ялуторовск, Тюменская область)
- ЗАО «Боровская птицефабрика» (Боровской, Тюменская область)
- ООО «Сибэк» (Омск)
- ОАО «Сухоложскцемент» (Сухой Лог, Свердловская область)
- ОАО «Кыштымский ГОК» (Кыштым, Челябинская область)
- «Модульная котельная» (Балахта, Красноярский край)
- Новосибирское карьероуправление (Новосибирская область)